# Indicatif régional 284

Indicatifs régionaux des îles de l'archipel des Antilles.

L'indicatif régional 284 est l'indicatif téléphonique régional des Îles Vierges britanniques.
L'indicatif régional 284 fait partie du Plan de numérotation nord-américain.
Pour un appel à l'intérieur des Îles Vierges britanniques, seuls les 7 chiffres du numéro de l'abonné doivent être composés. Pour un appel vers les Îles Vierges britanniques en provenance d'un autre endroit du Plan de numérotation nord-américain (par exemple, à partir du Canada ou des États-Unis), il faut composer 1-284 suivi du numéro à 7 chiffres de l'abonné.

## Historique
Cet indicatif a été créé par la scission de l'indicatif régional 809 en ou vers octobre 1997.
Jusqu'en 1995, plusieurs des îles des Caraïbes et de l'Atlantique ont partagé l'indicatif régional 809 à l'intérieur du Plan de numérotation nord-américain. Entre 1995 et 1999, chacune de ces îles a reçu son propre indicatif. Les Îles Vierges britanniques ont reçu l'indicatif 284.